# Nationaal Kampioenschap Mid Amateur
Het Nationaal Kampioenschap Mid Amateur is een van de 10 belangrijke nationale golftoernooien, die door de Nederlandse Golf Federatie jaarlijks worden georganiseerd.
In navolging van onder andere de Verenigde Staten, het Verenigd Koninkrijk, Duitsland, Italië en Spanje heeft de NGF besloten dit kampioenschap aan de lijst toe te voegen, zodat topamateurs, die voor een maatschappelijke carrière kiezen en dus geen golfprofessional willen worden, toch op hoog niveau de golfwedstrijdsport kunnen blijven beoefenen. Vandaar dat gekozen is om de leeftijdsgrens te stellen op minimaal 35 jaar. Hiermee wordt tevens het gat gevuld tussen de jonge wedstrijdsporter en de senioren, die een leeftijdsgrens van 50 jaar kennen.
Dit toernooi is in 2010 toegevoegd aan de nationale agenda.
De winnaars van deze wedstrijden worden uitgezonden naar de Europese Kampioenschappen Mid Amateurs, die jaarlijks door de European Golf Association worden georganiseerd. 

## Uitslagen
| Jaar | Heren                | Dames                   |
| ---- | -------------------- | ----------------------- |
| 2010 | Barend van Dam       | Lisette Vos             |
| 2011 | Brian Adams          | Renee de Ruiter         |
| 2012 | Donald Osborne       | Renee de Ruiter         |
| 2013 | Maarten Slootmaekers | Renee de Ruiter         |
| 2014 | Maarten Slootmaekers | Astrid Beenackers       |
| 2015 | Maarten Slootmaekers | Astrid Beenackers       |
| 2016 | Rutger Buschow       | Kristine ten Doesschate |
| 2017 | Alex van Gelderen    | Myrte Eikenaar          |
| 2018 | Koen Rutten          | Astrid Beenackers       |
| 2019 | Maarten Slootmaekers | Michelle Wouters        |